# Meduza
Meduza és un diari en línia i agregador de notícies en rus de la ciutat de Riga, dirigit per Galina Tímtxenko, l'anterior editor en cap de la pàgina web de notícies russes Lenta.ru. És un agregador de notícies i textos en rus, seleccionades de manera manual, a diferències del sistema de rànquing de notícies automatitzat Yandex. També, Meduza crearà els seus materials propis. El lloc inclou 5 temes principals, cap secció ni columnes. Un dels formats de la publicació és l'anàlisi de temes utilitzant targetes en un format similar al portal estatunidenc vox.com. Disposa d'una aplicació mòbil per a diversos dispositius.